# Hippodrome de Beyrouth

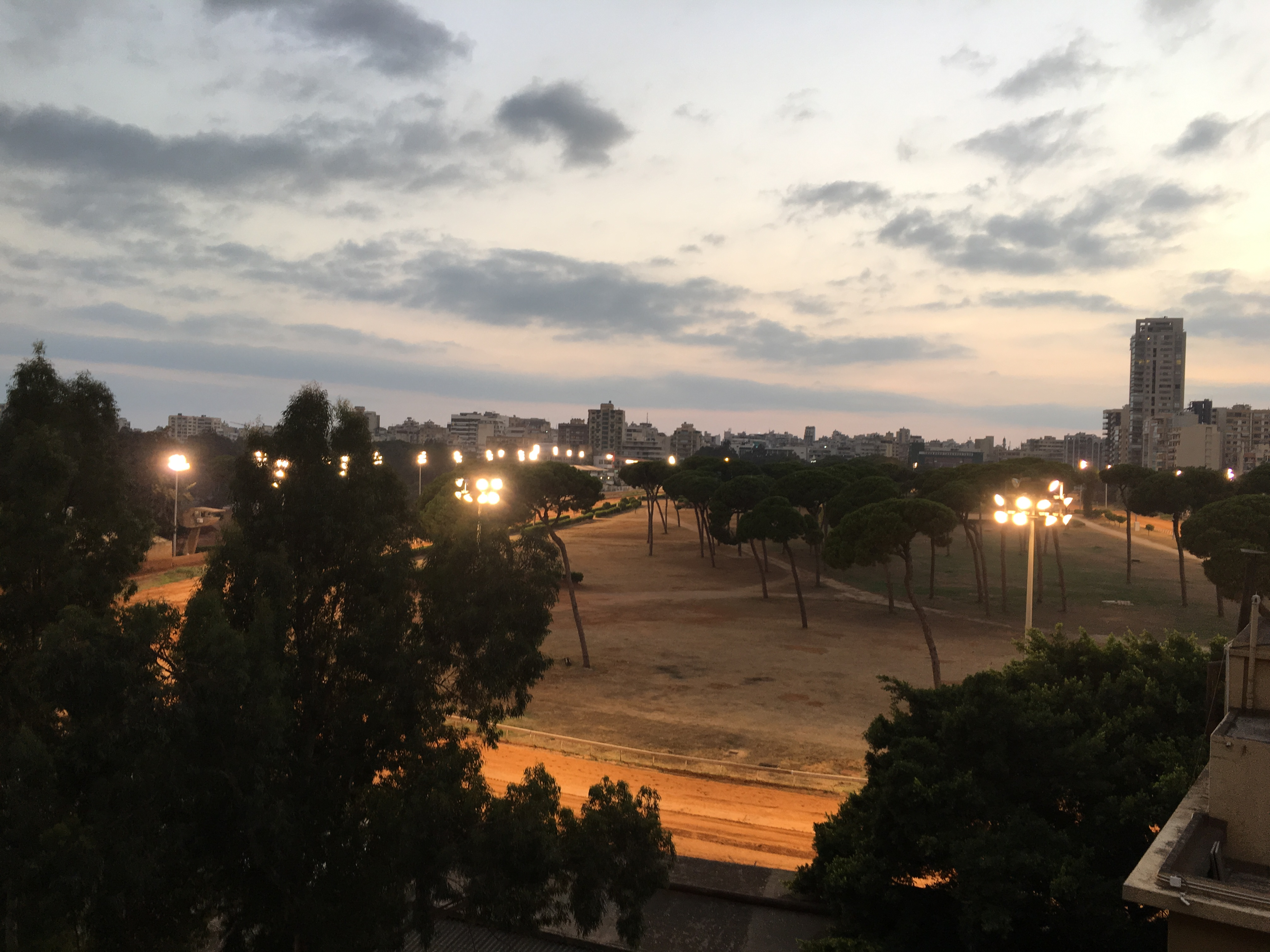
Hippodrome de Beyrouth en 2016

L'expression hippodrome de Beyrouth peut faire référence à deux hippodromes situés à Beyrouth, la capitale du Liban, un historique datant de l'époque romaine, et un moderne construit à la fin du XIXe siècle.

## Hippodrome romain de Beyrouth

### Description
L' hippodrome romain, qui occupe 3500 m² près de la synagogue Maghen Abraham à Wadi Abu Jamil, le quartier juif historique de Beyrouth, a été découvert en 1988,. L'hippodrome romain de Beyrouth a été le deuxième à être découvert au Liban après celui de Tyr, faisant du Liban le foyer de deux des cinq hippodromes romains connus au Levant, les trois autres étant à Césarée en Israël, Jerash en Jordanie, et Bosra en Syrie. L'hippodrome romain de Beyrouth est considéré comme le plus grandiose des cinq, avec des amphithéâtres de plusieurs mètres de haut et une piste de course de plus de 90 mètres de long.

### Préservation
En 2009, le ministre de la Culture, Tamam Salam, a fait inscrire officiellement le site à l'inventaire général des bâtiments historiques, statuant qu'il devait être conservé in situ et transformé en site touristique. 
Selon un article paru dans le quotidien français L'Orient-Le Jour, Gaby Layoun, alors ministre de la Culture, avait approuvé en mars 2012 des plans de construction d'un complexe résidentiel de luxe sur les ruines de l'hippodrome romain de Beyrouth, en contournant les recommandations de trois de ses prédécesseurs, Tarek Mitri, Salim Wardé et Tammam Salam. Les trois anciens ministres de la Culture, Mitri, Wardé et Salam, ont critiqué la décision de Layoun et ont réitéré l'importance de protéger et de préserver ce site archéologique. Une marche pour protester contre la destruction de l'hippodrome est organisée le 24 mars 2012. L'Association pour la protection du patrimoine libanais (APLH) a organisé la manifestation pour tenter de renverser la décision du ministère de la Culture d'autoriser la construction au-dessus de l'hippodrome. À la suite du recours intenté par l'Association pour la protection du patrimoine libanais (APLH), le tribunal a suspendu la décision du ministère de la Culture N˚ 849 de démanteler l'hippodrome romain, ce qui aurait permis la construction sur le site, le 31 mai 2012. Le site est désormais protégé.

## Hippodrome du parc de Beyrouth
L' hippodrome actuel, dit du parc de Beyrouth, est un centre de courses de chevaux situé dans le quartier Horsh de Beyrouth, à côté de Badaro. En 1893, l'hippodrome « al-Marmah » a été fondé, dans la ville de Bir Hassan. Les riches Beyrouthins souhaitaient créer un complexe de clubs comprenant un hippodrome et un casino de style occidental. En 1916, le wali de Beyrouth Azmi Bey, qui soutient le projet du club, en confie la création à Alfred Sursock, qui finance le projet. Sursock a signé un accord avec la municipalité de Beyrouth pour le réaménagement de 600 000 mètres carrés de pinède. Le projet devait inclure une chaussée, un cinéma, un casino, et l'hippodrome. L'hippodrome a été achevé en 1921 par Amine et Bahjat Abdelnour, tandis que la structure du casino est devenue le siège des autorités du mandat français au Liban,.
Dans les années 1960, l'hippodrome de Beyrouth est devenu l'un des plus fréquentés du monde, organisant des courses deux fois par semaine, 52 semaines par an.
L'armée israélienne a occupé l'hippodrome lors de l'invasion du Liban en 1982. Elle est entrée dans l'hippodrome le 4 août.
L'hippodrome accueille également chaque année le  Garden Show & Spring Festival, qui attire plus de 160 exposants et plus de 24 000 visiteurs internationaux. Lors du Garden Show & Spring Festival de 2012, le producteur français de roses Meilland International a présenté au public la Rose de Beyrouth, qui a été cultivée en hommage à la capitale libanaise.

## Dans la littérature
- Burial in Beirut par Orin Parker. L'hippodrome historique y est mentionné.